# Ливермор, Роберт
Роберт Томас Ливермор (англ. Robert Thomas Livermore; октябрь 1799 года, Спрингфилд, Великобритания — 14 февраля 1858 года, Аламида, Калифорния, Соединённые Штаты Америки) — хозяин ранчо и влиятельный землевладелец в Калифорнии. В пределах его владений был основан город Ливермор, носящий его имя.

## Биография
Родился в Спрингфилде, графство Эссекс в Англии, в семье Роберта Ливермора и Мэри Кадуорт и был крещён 15 декабря в возрасте шести недель. В юности был учеником каменщика. В 17 лет он решил стать моряком и присоединился к команде английского торгового судна . Прибыв в Балтимор, штат Мэриленд, он поступил в военно-морской флот Соединённых Штатов и отправился в Южную Америку. Под командой лорда Кокрейна в 1820 году он участвовал в Войне за независимость Перу против Испании. По окончании военных действий в Перу он подписал контракт с английским торговым судном, направлявшимся в Калифорнию.
В 1822 году в порту Сан-Педро (нынешний район Лос-Анджелеса) Ливермор дезертировал со своего корабля. В Сан-Педро он встретил ещё одного беглеца — шотландца Джона Гилроя (по имени которого впоследствии был назван город Гилрой в Калифорнии). В то время в Верхняя Калифорния принадлежала Мексике, и здесь проживала лишь горстка англоговорящих.
Ливермор работал некоторое время в миссии Сан-Габриэль, а затем переехал севернее, устроившись майордомом (бригадиром) на ранчо неподалёку от Кастровиля . 20 июня 1823 года Роберт перешёл в католичество в миссии Санта-Клара, получив имя Хуан Баутиста Роберто-и-Хосе . Примерно в то же время в Монтерее он попросил губернатора разрешение остаться в Калифорнии и получил его.
В 1834 году Ливермор и его деловой партнёр Хосе Норьега держали домашний скот на ранчо Лас-Позитас, где они также построили глинобитный дом. Партнёры приобрели право на половину земельного участка в 1839 году.
5 мая 1838 года Ливермор женился и вскоре вместе с женой переехал в Лас-Позитас, так как он регулярно ездил туда, чтобы управлять своим ранчо. В 1850 году сюда, вокруг мыса Горн, был доставлен двухэтажный деревянный дом, в котором семейство Ливерморов и поселилось. Глинобитное же строение было сдано в аренду и стало небольшим отелем и первым местом развлечений в долине.
На ранчо разводили крупный рогатый скот, производили кожу и топлёный говяжий жир, а также сельскохозяйственную продукцию. Ливермор посадил первые винные сорта винограда в этом районе, и сегодня Ливерморская долина является одним из ведущих винодельческих регионов Калифорнии.
Ливермор старательно избегал участия в политике, и все свидетельства указывают на то, что он хорошо ладил как с мексиканской, так и с англоязычной общинами даже став гражданином Мексики в 1844 году

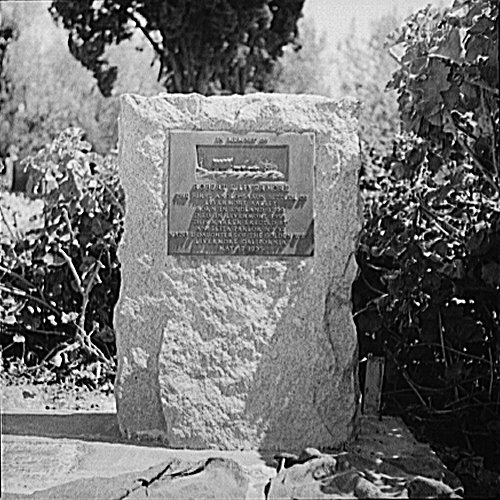
Надгробие Ливермора в 1942 году, в то время, когда его настоящая могила была «потеряна».

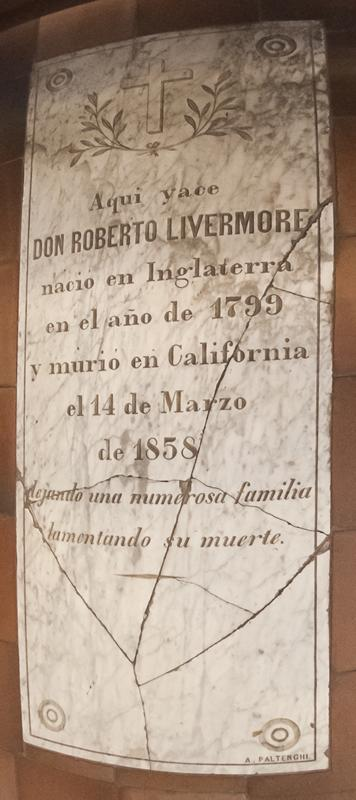
Могильный камень Ливермора в настоящее время расположен на полу церкви в миссии Сан-Хосе. Обратите внимание, что дата смерти указана неправильно:14 марта 1858 года.

Во время золотой лихорадки в Калифорнии Ливермор не пытался присоединиться к старателям. Вместо этого в 1847 году он и Норьега купили ещё одно ранчо и добавили его к своим владениям . Их земли находились на пути из южной части залива Сан-Франциско к золотым приискам, поэтому в 1851 году там было организовано почтовое отделение, которое работало два года . Ливермор был известен своим щедростью и гостеприимством, поэтому это место стало известно как «Ливерморская долина». Когда в 1853 году был образован округ Аламеда, штат Калифорния, Ливермор был назначен смотрителем дорог в этом округе. В 1854 году он приобрёл вторую половину ранчо Лас-Позитас, принадлежавшую Норьеге, передав при этом бывшему компаньону свою половину другого ранчо, Каньяда-де-лос-Вакерос.

## Смерть и память
Ливермор умер в 1858 году, оставив после себя жену Марию Хосефу и восемь детей. Он был похоронен в миссии Сан-Хосе, но его могила была «потеряна» более 100 лет. Землетрясение 1868 года разрушило церковь, и она была заменена деревянной постройкой, снесённой в 1981 году. После сноса этой постройки было обнаружено надгробие Ливермора.
Роберт Ливермор никогда не жил в городе, носящем его имя. Город был основан в 1869 году, уже после смерти Ливермора. Основатель города, Уильям Менденхолл, был знаком с Ливермором и предложил назвать в его честь новый город. Благодаря городу имя Ливермора вошло в название Ливерморской национальной лаборатории имени Лоуренса, а затем и в название 116-го элемента периодической системы химических элементов ливермория, открытого в 2000 году.
В парке Портола в Ливерморе находится Мемориал Ливермора, который внесён в список исторических достопримечательностей Калифорнии.

## Внешние ссылки
- Как Роберт Томас Ливермор вошёл в историю?